# António Campinos
António Campinos est un fonctionnaire portugais. Il est le septième et actuel président de l'Office européen des brevets (OEB). Il a pris ses fonctions le 1er juillet 2018 pour un mandat de cinq ans,,,,. Avant cela, il était directeur exécutif de l'Office de l'Union européenne pour la propriété intellectuelle (EUIPO) (du 1er octobre 2010 à 2018),,. Avant 2010, il était responsable de l'Institut national de la propriété industrielle du Portugal. Il est aussi un citoyen français.